# Lepidoblepharis ruthveni
Lepidoblepharis ruthveni är en ödleart som beskrevs av  Parker 1926. Lepidoblepharis ruthveni ingår i släktet Lepidoblepharis och familjen geckoödlor. Inga underarter finns listade i Catalogue of Life.